# Пенистон, Райан
Райан Гарольд Пенистон (англ. Ryan Harold Peniston; род. 10 ноября 1995, Саутенд-он-Си, Восточная Англия) — британский профессиональный теннисист. Победитель одного турнира и финалист трёх турниров ATP Challenger в одиночном разряде; и победитель десяти турниров ITF (8 — в одиночном разряде).

## Общая информация
Родился 10 ноября 1995 года в Саутенд-он-Си, в Эссексе, в Англии.

## Спортивная карьера
В 2019—2025 годах стал победителем одного турнира ATP серии «челленджер» и семи турниров ITF серии «фьючерс» в одиночном разряде.
И в 2017 году стал победителем ещё одного турнира ITF серии «фьючерс» в парном разряде.

### 2022
В конце июня 2022 года проучил wild-card в основную сетку одиночного разряда Уимблдонского турнира, где он в первом круге за три сета победил швейцарца Хенри Лааксонена со счётом 6-4, 6-3, 6-2, но во втором круге он проиграл американцу Стиву Джонсону со счётом 3-6, 2-6, 4-6.
Он также участвовал в парном разряде данного Уимблдонского турнира вместе с соотечественником Аластером Греем, но в первом же круге они проиграли паре Йоран Влиген и Джексон Уитроу.